# Seltsjoeken
De Seltsjoeken (Turks: Selçuklular) waren een tak van de Oghuz-Turken, die oorspronkelijk uit Centraal-Azië kwamen en uiteindelijk het Grote Seltsjoekenrijk stichtten in het Midden-Oosten dat stand hield tot de 13e eeuw. Opeenvolgende hoofdsteden waren Merv, Nisjapoer, Ray, Isfahan, Hamadan. Het Grote Seltsjoekenrijk viel in 1092 uiteen in meerdere staten, o.a. het sultanaat Rûm in Anatolië met als hoofdstad Konya of Ikonion.

## Oorsprong en komst naar Midden-Oosten
De dynastie van Seltsjoek komt voort uit de Qynyk, een van de takken van de Oğuz-Turken, die in de 9e eeuw aan de rand van de moslimwereld leefden, ten noorden van de Kaspische Zee en het Aralmeer. Van daar migreerde dit volk naar Anatolië, waar het Seltsjoekenrijk tot stand kwam.
De Turkse migraties naar het Midden-Oosten vonden plaats in twee grote golven. Tijdens de eerste migratiegolf rond 985 trok een deel van de nomadische Oğuzen uit hun thuisland tussen het Aralmeer en de Syr Darja rivier (Transoxanië). Hier hadden ze in 766 de staat Oğuz Yabgu opgericht, die bestond uit een confederatie van tweeëntwintig Oğuzstammen. Dukak, de vader van Selçuk (Seltsjoek), de stichter van de dynastie, was een subasi (legeraanvoerder) in deze Yabgu staat. Zijn vader stierf, waarna Selçuk werd aangesteld als de nieuwe subasi. Maar de Yabgu-heerser was ontstemd door Selçuk's groeiende prestige. Toen Selçuk vreesde voor zijn leven vanwege de interne conflicten, verliet hij omstreeks 985 zijn vaderland met zijn stam en trok naar het islamitische Nabije Oosten. Op deze manier leidde Selçuk (Seltsjoek) de eerste migratiegolf van de Turkse nomaden en bouwde zijn yurt (nomadentent) in Jend in de provincie Buchara. De Seltsjoeken stamden af van de Kınık-stam van de Oguzen. Afstammelingen van deze Oğuz-nomaden raakten onder de invloed van het Huis van Selçuk betrokken in de politieke machtsstrijd in de islamitische wereld in Eurazië en creëerden een machtig rijk, het Grote Seltjoekenrijk.

## De moslimwereld voor de Seltsjoeken
In de 10e eeuw, voor de komst van de Seltsjoeken, was het Kalifaat van de Abbasiden uiteengevallen. Het soennitische kalifaat was eerst omsingeld en daarna bezet door sjiitische staten zoals de Boejiden in Irak en Iran en de Fatimiden, die de autoriteit van de Abbasidische kalief hadden verworpen, in Egypte, Syrië en Noord-Afrika. De kaliefs waren niet meer dan marionetten in de handen van de strijdende militaire en sektarische klieken.
Byzantium had Cyprus en Kreta heroverd, en nadat een Byzantijns leger Syrië innam trok zij verder tot aan Jeruzalem. In de Kaukasus en Centraal-Azië ontstond een nieuw machtig rijk, de Koeman-Kiptsjak confederatie, die het bestuur overnamen van de Zijderoute. In Spanje begon de Reconquista en de Noormannen namen het Emiraat Sicilië in.
Precies rond deze tijd - terwijl de moslimwereld een politieke, culturele en economische crisis doormaakte - transformeerde de komst van de Turkse Oğuz nomaden uit de Centraal-Aziatische steppen het lot en de toekomst van de moslimlanden. Binnen enkele generaties verwierven de nomadische Seltsjoeken macht over een agrarische samenleving met een sedentaire cultuur en vestigden zij het Grote Seltsjoek Rijk (ca. 1040-1194). De Grote Seltsjoek-dynastie vertegenwoordigde de eerste Turkse dynastie die heerste in de islamitische wereld. De oprichting van het Grote Seltsjoekrijk bracht nieuwe politieke stabiliteit in de islamitische wereld die grotendeels opnieuw was verenigd onder één enkele staat - voor het eerst sinds de vroege jaren van de Abbasiden. Met zijn centrum in Iran controleerde het Grote Seltjoekenrijk aan het einde van de elfde eeuw een uitgestrekt gebied, dat zich uitstrekte van de Hindu Kush bergen tot in Anatolië en van Centraal-Azië tot de Perzische Golf.

## Vroege periode

### Tuğrul Beg (1040-1063)
De stamvader van de dynastie was Selçuk, maar als de eigenlijke grondlegger van de staatsmacht geldt diens kleinzoon Togrul Beg (Tuğrul Beg). De vroege Seltsjoeken waren aanvankelijk betrokken als hulptroepen in het politieke conflict tussen de tanende regionale staten van de Samaniden, Ghaznaviden en de Karahaniden. Na hun overwinning op de Ghaznaviden in de slag bij Dandanaqan in 1040, maakte hij samen met zijn broer Çağrı Beg een eind aan de Ghaznaviden, die ca. 1000 de eerste Turkse staat in Khorassan hadden opgericht. Aldus kwam het Grote Seltsjoek Rijk tot stand. In 1040 werd Tuğrul Beg uitgeroepen tot sultan van het prille Seltsjoekenrijk. Maar zijn positie was niet veilig. Hij streed met de andere dynastie-leden om de steun van de tribale nomaden te winnen.
Onder Çağrı en Tuğrul Beg, werd het Grote Seltsjoekenrijk bestuurd volgens de oude Turkse politieke traditie. Çağrı en Tuğrul verdeelden de landen die zij hadden veroverden onder elkaar maar er was één overkoepelend soeverein. Çağrı Beg bleef in het oosten, waar hij zijn basis vestigde in Merv en werd na zijn dood in 1060 opgevolgd door zijn zoon Alp Arslan. Tuğrul Beg trok verder naar het westen en nam in 1055 Bagdad, de hoofdzetel van de Abbasidische kalief. De kalief in Bagdad wilde zich bevrijden van de heerschappij van de sjiitische Boejidische emir. Door Bagdad te veroveren maakte Tuğrul een eind aan de Boejidische heerschappij. Als wederdienst verleende de kalief in 1058 aan Tuğrul Beg de titel van 'Sultan van het Oosten en Westen'. Door het verlenen van de titel van Sultan, gaf de kalief hem volle macht als soeverein. Omgekeerd erkende Tuğrul het geestelijke gezag van de kalief. De titel 'Sultan van Oost en West' was eerder nooit gebruikt door moslimvorst. Deze nieuwe titel had zijn wortels in de nomadische steppe-concept van de universele heerschappij; als een symbool van soevereiniteit dat zich uitstrekt van waar de zon opkwam tot waar deze onderging.
Sultan Tuğrul Beg begon vervolgens een nauwe samenwerking met de kalief in Bagdad om de hegemonie van de Seltsjoeken te legitimeren in de moslimwereld. Om de samenwerking tussen de Seltsjoeken- en Abbasidische dynastieën te verzegelen, trouwde de kalief met een nicht van de sultan en Tuğrul trouwde met de dochter van de kalief.

### Alp Arslan (1063-1072)
De tweede sultan van de dynastie van de Seltsjoeken in het Midden-Oosten, en achterkleinzoon van Seltsjoek, de stichter van de dynastie koos voor de naam Mehmed (= Mohammed) toen hij zich bekeerde tot de islam. Wegens zijn militaire dapperheid verkreeg hij de bijnaam Alp Arslan, wat „moedige leeuw“ betekent.
Toen Tuğrul Beg in 1063 stierf, liet hij geen erfgenamen achter. Daarop volgde zijn neef Alp Arslan hem op als sultan van de verenigde Seltsjoekse territoria. Tijdens het bewind van sultan Alp Arslan en zijn zoon en opvolger, Sultan Malik Shah I, werd het Grote Seltsjoek Rijk stevig gevestigd en het groeide uit tot een dominante macht in de moslimwereld. De consolidatie van staatsmacht ging gepaard met de oprichting van een staand leger en een bureaucratie.
De architect van deze centrale instellingen was de beroemde Seltsjoek grootvizier, Nizam al-Moelk, die diende onder sultan Alp Arslan en Malik Shah. Nizam-ul Mülk, een van de eminente staatsmannen in de moslimgeschiedenis, was lid van de Perzische bureaucratie, die uit Ghaznavidische in Seltjoekse dienst was gekomen. Hij voerde de Perzische-islamitische concepten van het bestuur en het koningschap in, die onder de Ghaznaviden waren ontwikkeld en verfijnd onder de Grote Seltsjoeken. Op vraag van Sultan Malik Shah, formuleerde Nizam-ul Mülk zijn politieke en bestuurlijke ideeën in zijn beroemde Siyaset-name (Boek van Bestuur). Dit 'Boek van Bestuur' - een mengeling van politieke traktaat en vorstenspiegels - weerspiegelde tegelijk de Grote Seltsjoek-ideologie van koningschap. De officiële Seltsjoekse staatsideologie ontwikkelde zich als een mix van Turkse politieke concepten, de islamitische principes en Perzische idealen. Het presenteerde de Grote Seltsjoeken als de hoeders van de islamitische wereld en als verdedigers van de soennitische islam tegenover de sjiitisch Fatimidische rivalen in Syrië en Egypte. De ideologische en politieke tegenstanders van de Grote Seltsjoeken waren de sjiitische Boejiden in Irak en de sjiitische Fatimiden in Egypte. Daarom probeerden zij hun claim op macht en hun snelle expansie naar Syrië en Egypte te legitimeren met het argument dat zij de hoeders van de islam waren.
In de geschiedenis van de islam leidde de Groot-Seltsjoekse periode ook een nieuw tijdperk in. Het was onder de Groot-Seltsjoeken dat de soennitische islam een nieuw leven werd ingeblazen. De eminente geleerde al-Ghazali verzoende het soefisme met het soennisme en de medrese of islamitische universiteiten werden voor het eerst opgericht. Het religieuze beleid van de Groot-Seltsjoeken verschilde naargelang de tijd en plaats en paste zich aan de veranderingen van de politieke omstandigheden. Hun religieuze visie werd door bestuurders geconsolideerd in plaatsen die door de staat werden gesponsord, zoals de medreses, wat de complexe relatie aantoont tussen politieke macht en religieuze kennis. De Groot-Seltsjoeken probeerden om een duurzame politieke aanwezigheid te vestigen door de krachten te bundelen met wetenschappers en bekende Soefi leiders die gebruik maakten van de patronage van de staat.

#### Slag bij Manzikert (1071)
De prioriteit van sultan Alp Arslan was de eliminatie van zijn grootste rivaal in Syrië en Egypte, de Fatimiden. Hij veroverde gemakkelijk Aleppo op de lokale heersers, nam Jeruzalem in 1071 en Damascus in 1076. Tijdens zijn campagnes tegen de Fatimiden, bouwde Alp Arslan tegelijk een netwerk van allianties uit in de Kaukasus. Hij wilde al zijn krachten inzetten tegen de Fatimiden. Om overbodige vijandelijkheden met de Byzantijnen  te vermijden en zijn noordelijke flank tegen Byzantijnse aanvallen te beveiligen, sloot sultan Alp Arslan in 1069 een vredesverdrag met het Byzantijnse Rijk. Dit ondanks een eerdere aanval van een Byzantijns leger die hij had moeten neerslaan.
Alhoewel Alp Arslan in 1071 instemde om het verdrag met de Byzantijnen te vernieuwen, gebruikte de Oost-Romeinse keizer Romanus IV Diogenes dit verdrag om Alp Arslan lang genoeg af te leiden zodat hij met een groot leger in Oost-Anatolië kon doortrekken om zo de Seltsjoeken aan te vallen in de achterzijde. Hiervoor had Romanus het grootste leger in de Byzantijnse geschiedenis bijeen verzameld. Het bestond uit behalve Byzantijnse korpsen, ook nog uit van Armeense, Duitse, Normandische, Russische, Georgische, Bulgaarse troepen en zelfs sjamanistische Turkse (Koemanen en Petsjenegen) huurlingen. Volgens de islamitische en christelijke bronnen telde zijn leger 200.000 soldaten, maar realistischer is rond de 100.000.
Aangekomen in Erzurum, stuurde hij 20.000 van zijn troepen naar Georgië om zijn achterzijde te beveiligen en trok zelf met de rest van zijn leger naar de Seltsjoekvesting van Manzikert. In de veronderstelling dat Alp Arslan ver weg was of helemaal niet zou komen opdagen, leidde Romanus zijn leger richting het Van-meer om de Seltsjoekforten daar in te nemen. Alp Arslan was op dat moment in Aleppo toen hij het bericht kreeg over de inval van het Byzantijnse leger en de aanval op de grensposten. Hij had het niet verwacht en was bijzonder verbaasd over Romanus' intenties. Daarop haastte Alp Arslan zich met zijn elitetroepen en cavalerie van Aleppo naar Ahlat. In Ahlat voegden zijn bondgenoten, zoals de Koerdische Mervani emir Nizameddin en de andere regionale Turkse prinsen, zich bij hem. Omdat het nieuws van de Byzantijnse inval hem laat had bereikt, kon Alp Arslan niet zijn volledige leger tijdig verzamelen; het Seltsjoekse leger bestond uit ongeveer 30.000 strijders. Toen de twee legers elkaar op 25 augustus 1071 ontmoetten, waren de Byzantijnen sterker in aantal. Deze slag tussen de Byzantijnse keizer en de Seltsjoekse sultan maakte een diepe indruk op de tijdgenoten. Zowel de islamitische als de christelijke kronieken waren zich bewust van de grote belangen die op het spel stonden. Ondanks de numerieke kracht van de Byzantijnen, slaagde Alp Arslan daar waar de eerdere moslimvorsten eeuwenlang gefaald hadden. Op 26 augustus 1071, in de Slag bij Manzikert (Malazgirt) bracht Alp Arslan een vernietigende nederlaag toe aan het keizerlijke Romeinse leger en nam keizer Romanus gevangen. De overwinning was het resultaat van de tactische manoeuvres van de Turkse nomadische cavalerie in de steppe, die via geveinsde terugtocht de vijand trapsgewijs in de val lokten; hun strijdformaties werden gedesorganiseerd en uiteindelijk omsingeld via een tangbeweging en vernietigd.

#### Verovering van Anatolië
De Seltsjoekse overwinning bij Manzikert was een cruciaal keerpunt die het einde van de Oost-Romeinse hegemonie in het oosten markeerde. Voor het eerst in de geschiedenis van de islam, werd een Romeinse keizer gevangengenomen. Maar sultan Alp Arslan, die zijn achterzijde tegen de Fatimiden wilde beveiligen, vergaf keizer Romanus en sloot een alliantieverdrag met hem, herstelde zijn keizerlijke rechten en liet hem vrij. Maar in Constantinopel dachten ze er anders over. Bij zijn terugkeer in de Byzantijnse hoofdstad werd Romanus afgezet, verblind en gevangengezet. Na die breuk van het verdrag dat hij met Romanus had gesloten, stuurde Alp Arslan in 1072 Artuk Beg op veldtocht naar het Byzantijnse Anatolië. De geleidelijke verovering van Anatolië was niet een politiek project van Alp Arslan, maar het voltrok zich in die context spontaan door de Turkse gazi-krijgers, na de overwinning van Alp Arslan bij Manzikert.
De Turkse verovering van Anatolië leidde niet tot een fundamentele breuk in de culturele en religieuze tradities van de lokale bevolking, omdat de Turkse veroveringen niet gedreven werden door bekeringsdrang. In de context van politieke chaos, vond de lokale bevolking een toevlucht onder de bescherming van de gazi-krijgers. Wat verdween was alleen de Byzantijnse politieke heerschappij die vervangen werd door een Turkse en islamitische politieke orde. De lokale bevolking en hun culturele tradities waren ongemoeid en leefden verder. Nadat de Turkse migranten zich hadden gevestigd in Anatolië, legden ze relaties aan met de Assyrische christenen, orthodoxe Grieken, Armeniërs en Gregoriaanse monofisitische Jakobieten. Uit deze kruisbestuiving van culturen groeide de politieke cultuur die de Rum-Seltsjoeken en later de Osmanen voedde.
Na de nederlaag van het Byzantijnse leger bij Manzikert liepen steeds meer akritai, Byzantijnse grens-krijgers, over naar het Seltsjoekse bestuur. Zij vonden het fiscale beleid van het centrale Byzantijnse regering ondraaglijk, omdat het hun belangen trof. De akritai, die voor het grootste deel uit Armeniërs bestond, waren ook diep vernederd in hun religieuze gevoelens door het Grieks-orthodoxe kerkelijke beleid dat hen wilde assimileren, en waartegen ze regelmatig in opstand kwamen. Omdat de niet-orthodoxe bevolking in Anatolië ontevreden was over het Byzantijnse bestuur, verwelkomden zij de Turkse veroveraars die de Byzantijnse heerschappij vervingen en die zich niet moeiden met hun religie. Dit heeft een belangrijke rol gespeeld in de snelle aanvaarding van de Turkse politieke orde in Anatolië. De weerstand die vooral in de steden voelbaar was, taande bijna overal weg. Op veel plaatsen werden de Turkse troepen zelfs ingeloodst door de Armeense akritai zelf.

#### Gevolgen in Azië
Na de overwinningen van Alp Arslan veranderde de balans in het dichtbijgelegen Azië volledig ten gunste van de Seltsjoeken en de soennitische moslims. Terwijl het Byzantijnse Rijk gedurende bijna nog eens vier eeuwen bleef bestaan, betekende de overwinning in Manzikert het begin van een Turks overwicht in het Midden-Oosten. De heerschappij van Alp Arslan breidde zich nu over een groot deel van westelijk Azië uit. Hij trof spoedig voorbereidingen voor de verovering van Turkestan, de originele zetel van zijn voorvaderen.
Met een krachtig leger ging hij naar de oever van de Oxus. Alvorens hij de rivier met veiligheid kon overgaan, was het noodzakelijk om bepaalde vestingen onschadelijk te maken. Eén daarvan werd verscheidene dagen krachtig verdedigd door de gouverneur, Yussuf Gr-Harezmi, een Chorasmiër. Deze moest zich echter overgeven en werd gevangengenomen. De sultan veroordeelde hem ter dood. In wanhoop trok Yussuf zijn dolk en stormde op de sultan af. Alp Arslan, de meest bekwame schutter van zijn tijd, instrueerde zijn lijfwachten om zich niet te mengen in de strijd. Hij spande zijn boog, maar zijn voet gleed uit, de pijl ging opzij en hij kreeg de dolk van de moordenaar in zijn borst. Alp Arslan stierf vier dagen later aan deze wond op 25 november 1072 op 42-jarige leeftijd. Hij werd naar Merv getransporteerd om te worden begraven. Op zijn Seltsjoekse graftombe in Ahlat staat de volgende inscriptie: „O hen die de grote grandeur Alp Arslan zagen, kijk uit! Hij ligt nu onder de zwarte grond… „. De streek rond deze plaats is letterlijk bezaaid met eeuwenoude türbes (graftombes). Een groot aantal kan men al, wanneer men Ahlat nadert, langs de weg zien liggen. Men kan ze binnengaan. De meeste türbes of kümbets hebben twee verdiepingen. Boven bevindt zich de gebedsruimte, beneden ligt de dode begraven.

### Malik Shah I (1072-1092)
Na de moord op zijn vader Alp Arslan, werd Malik Shah I in de opvolgingsstrijd uitgedaagd door zijn oom, Qawurd Beg. In 1074 ontmoetten hun legers nabij Hamadan elkaar. De troepen van Qawurd-Beg bestonden uit de traditionele Turkse nomadische elementen van Alp Arslans leger, terwijl Malik steunde op de ghulams (staande leger loyaal aan de dynastie) en op Koerdische en Arabische contingenten. Toen liepen de Turkse nomadische krijgers over naar Maliks leger en Qawurd werd verslagen. Hoewel Malik aanvankelijk zijn oom vergaf, werd Qawurd later vergiftigd, vermoedelijk door de vizier Nizam al-Mulk.
Tijdens het bestuur van Malik Shah breidden de territoria van het Seltsjoekrijk zich uit tot aan de Hindu Kush bergen, en het rijk grensde zo aan China in het oosten en Byzantium in het westen. Malik shāh verplaatste de hoofdstad van Rey naar Isfahan. Het vernuftige iqta land-systeem en de Nizamiye universiteiten of medreses, opgericht door Nizam al-Mulk, leidden de gouden eeuw van de Groot Seltsjoeken in. De Seltsjoeken bouwden de Vrijdagmoskee van Isfahan. De beroemde Perzische sterrenkundige en schrijver Omar Khayyam, schreef zijn Rubayat met liefdespoëzie ten tijde van de Seltsjoeken. Het is ook in deze periode dat de zogenaamde Assassijnen (Hashshashin) van Hasan al-Sabah aan kracht begon te winnen. Deze hebben een reeks moordaanslagen gepleegd op vele vooraanstaande figuren in het Seltsjoekse bestuur; een van hun slachtoffers was de eminente staatsman Nizam al-Mulk.
Een opstandige neef van Malik Sjah I, Suleiman ibn Qutulmish veroverde in 1075 de stad Nicea op de Byzantijnen en riep in 1077 het onafhankelijke sultanaat Rûm uit. In 1085 veroverde hij ook Antiochië, daar werd hij gestopt en vermoord door de broer van Malik Shah, de Seltsjoekenheerser Tutush I, die het grootste deel van Syrië in bezit nam.

## Latere periode
Na het bewind van sultan Malik Sjah (1072-1092) kwam er een eind aan de eenheid van het Seltsjoekenrijk en viel het rijk uiteen in vele kleine staatjes onder verschillende nevenlinies van het geslacht, zoals de Seltsjoeken van Kerman (zuidoost Iran) (1041-1186), de Seltsjoeken van Irak en West-Iran (1118-1194) en de Seltsjoeken van Syrië (Damascus) (1078-1117).
De verdeeldheid in het rijk van de Seltsjoeken maakte het voor de kruisvaarders mogelijk in 1097 Antiochië en in 1099 Jeruzalem te veroveren. In Syrië en Palestina stichtten de kruisridders daarna enkele kruisvaardersstaten. Damascus bleef echter in het bezit van de Seltsjoeken.
Het sultanaat Rûm, dat in de loop van de 12de eeuw bijna geheel Klein-Azië veroverde en tot circa 1302 vanuit de hoofdstad Konya over dit gebied heerste, was de voorloper van het Ottomaanse Rijk.

### Groot-Seltsjoekse sultans, 1038-1157
- Togrul Beg 1037-1063
- Alp Arslan 1063-1072
- Malik Sjah I 1072-1092
- Mahmud I 1092-1094
- Rukneddin Berkyaruk 1094-1105
- Malik Sjah II 1105
- Mehmed Tapar 1105-1118
- Ahmad Sanjar 1118-1157

### Seltsjoekse sultans van Khorasan, 1097-1157
- Ahmad Sanjar 1097-1157

### Seltsjoekse sultans van Irak en West-Iran, 1118-1194
- Mahmud II 1118-1131
- Dawud 1131-1132
- Tugrul II 1132-1134
- Masud 1134-1152
- Malik Shah III 1152-1153
- Mohammed II 1153-1160
- Sulaiman Shah 1160-1161
- Arslan Shah 1161-1176
- Tugrul III 1176-1194

### Seltsjoekse sultans van Rûm (Anatolië), 1077-1307
- Suleyman Shah 1077-1086
- Melik Davud (1086-1092)
- Izzeddin Kilicarslan I 1092-1107
- Kutbeddin Melik Shah I 1107-1116
- Mes'ud 1116-1155
- Izzeddin Kilicarslan II 1155-1192
- Giyaseddin Keyhusrev I 1192-1196
- Suleyman Shah II 1196-1204
- Izzeddin Kilicarslan III 1204-1205
- Giyaseddin Keyhusrev I (tweede keer) 1205-1211
- Izzeddin Keykavus I 1211-1219
- Alaeddin Keykubad I 1219-1237
- Giyaseddin Keyhusrev II 1237-1246
- Izzeddin Keykavus II 1246-1256
- Rukneddin Kilicarslan IV 1256-1257
- Izzeddin Keykavus II (tweede keer) 1257-1261
- Rukneddin Kilicarslan IV 1261-1266
- Giyaseddin Keyhusrev III 1266-1281
- Alaeddin Keykubad II 1284
- Giyaseddin Mes'ud II 1281-1297
- Alaeddin Keykubad III 1297-1302
- Giyaseddin Mes'ud II (Tweede keer) 1302-1308

### Seltsjoekse koningen van Syrië
- Tutush 1085-1095

Koningen van Damascus
- Duqaq 1095-1104

Koningen van Aleppo
- Ridwan 1095-1113
- Alp Arslan al-Akhras 1113-1114
- Sultan Shah 1114-1117

### Seltsjoekse heersers van Kerman, 1041-1187
- Kawurd 1041-1073
- Kerman Shah 1073-1074
- Sultan Shah 1074-1075
- Husain Omar 1075-1084
- Turan Shah I 1084-1096
- Iran Shah 1096-1101
- Arslan Shah I 1101-1142
- Mohammed I 1142-1156
- Tughril Shah 1156-1169
- Bahram Shah 1169-1174
- Arslan Shah II 1174-1176
- Turan Shah II 1176-1183
- Mohammed II 1183-1187